# Paul Young (1947-2000)
Paul Young (Manchester, 17 juni 1947 – aldaar, 15 juli 2000) was een Britse zanger en percussiespeler. Door zijn bandleden werd hij vaak "Youngy" genoemd, om verwarring te voorkomen met Paul Young, een andere bekende Britse popmuzikant.
Hij werd geboren in Whytenshawe, later onderdeel van Greater Manchester. Young was sinds 1962 actief in de muziekwereld. Hij was zanger van Johnny Dark & the Midnights, The Troggery Five, Paul Young’s Troggery, Young & (Frank) Renshaw, The Measles, The Electric Circus en Gyro. Geen van die bands kreeg (inter)nationale bekendheid. Gyro, echter, was een van de bands van waaruit de Mandalaband voortkwam. Dit leidde tot de totstandkoming van Sad Café. Nadat die band uiteenviel schoof Young door naar Mike and the Mechanics.  
Paul Young overleed op 53-jarige leeftijd aan een hartaanval.
In 2011 verscheen van hem postuum het muziekalbum Chronicles.